# Adriaan Kluit
Adriaan Kluit, född 9 februari 1735 i Dordrecht, död 12 januari 1807 i Leiden, var en nederländsk historiker.
Kluit var professor vid universitetet i Leiden. Han författade bland annat Historia critica comitatus Hollandiæ et Zelandiæ (fyra band, 1777–1784) och Historie der hollandsche staatsregeering (fem band, 1802–1805), vilka anses grundläggande.